# Gilead Mishory
Gilead Mishory (hebräisch גלעד מישורי; * 1960 in Jerusalem) ist ein israelisch-deutscher Komponist, Pianist und Musikpädagoge.

## Leben
Mishory studierte an der Rubin-Akademie in Jerusalem bei Michael Boguslavsky. Seit 1986 lebt er in Deutschland. Auf Empfehlung von Alfred Brendel erhielt er Stipendien der Hanns-Seidel-Stiftung, der österreichischen Regierung und der Stadt München und konnte er seine Klavierausbildung bei Gerhard Oppitz in München und bei Hans Leygraf am Mozarteum in Salzburg vervollkommnen. Daneben studierte er Musikwissenschaft an der Ludwig-Maximilians-Universität München. Er tritt weltweit mit Orchestern, als Kammermusiker und Klaviersolist auf und spielt bevorzugt Kompositionen des 20. und 21. Jahrhunderts. Als erster Pianist spielte er alle Klavierwerke und Kammermusikwerke mit Klavier von Leoš Janáček ein. Er nahm auch weitere CDs mit Kompositionen Muzio Clementis, Joseph Haydns, Johannes Brahms', Franz Schuberts, Claude Debussys, Béla Bartóks und mit eigenen Kompositionen auf.
Als Komponist wurde Mishory mit dem 1998 uraufgeführten Lider-Togbuch nach Gedichten von Abraham Sutzkever bekannt. Seine erste Oper Isaaks Jugend vollendete er 2010. Die erste CD mit seinen Kompositionen erschien im Folgejahr beim Label NEOS. Von 1998 bis 2000 war er Professor für Klavier an der Hochschule für Musik Detmold. Seit 2000 unterrichtet er an der Musikhochschule Freiburg. Außerdem leitete er Kurse und Meisterklassen in Deutschland, den USA, Korea, Japan, Australien, Frankreich und Israel.

## Werke
- Paysage Choisi (En entendant le clair de lune). In memoriam Hanno-Walter Kruft für Klavier solo, 1994
- Mekaber zajn di Lewone (Den Mond begraben), Melodram für Klavier und Pianistenstimme nach Abraham Sutzkevers „Honig einer wilden Biene“, 1997
- Lider-Togbuch (Lieder-Tagebuch) in memoriam Michael Hofmann, für Klavier und Pianistenstimme nach Gedichten in jiddischer Sprache von Abraham Sutzkever, 1997–98
- Quasi una fantasia? für Klavier solo, 1999
- Rega’im (Momente), Fünf Stücke für Klavier solo, 2001
- Debka Fallastin (Debka Palästina) für Flöte/Piccolo und Darbuka, 2001
- Hebräische Balladen für Sopran und Klavier, nach dem gleichnamigen Gedichtband von Else Lasker-Schüler, 2001–02
- Psalm für Violoncello und Klavier, 2003
- Psalm II für Flöte und Klavier, 2003
- Fluchtstücke (Fugitive Pieces), Zyklus für Klavier solo nach dem gleichnamigen Roman von Anne Michaels, 2003–04
- Psalm für Streichquartett, nach Paul Celan, 2004
- Psalm für Kammerchor (8 Männerstimmen) und Streichquartett, nach Paul Celan, 2004
- Cloches de joie et larmes de rire (Freudenglocken und Lachtränen) für Klavier solo, 2006
- Di wajte hajmat majne (Mein fernes Heim) für Tenor und Orchester, nach Gedichten von Marc Chagall, 2007
- Drei Lieder für Tenor und Klavier, nach Gedichten von Marc Chagall. (Bearbeitung aus „Di wajte hajmat majne“), 2007
- Drei Liebeslieder für Sopran und Orgel, nach Else Lasker-Schüler, 2007
- Wasserpsalm für acht Solostimmen oder achtstimmigen gemischten Chor, 2007
- Walzerstaub für Klavier solo, 2009
- Isaaks Jugend, Oper in 2 Akten für 8 Solisten und Kammerorchester (Libretto von Simon A. Rosenbaum und Mishory), 2009–10
- Mein Opa und ich – 10 Kinderstücke für Klavier solo, 2010–11
- Gogolmusik, für Klavier solo mit Pianistenstimme, Melodram nach „Der Wij“, 2011
- Didone Abbandonata Sonate g-Moll für Violine und Klavier von Giuseppe Tartini, Bearbeitung für Klavier solo, 2011
- Kinnor (Violine), in memoriam Shimon Mishory für Klavier solo, 2011
- Gogols Nachtlied für Klavier, Toy-Piano und Pianistenstimme, 2011
- Haus-Psalmen („Tehilej Bajit“) für Klarinette, Violoncello und Klavier, 2012
- Sham Yesh (Drüben gibt's), Quintett für Klavier, Flöte, Klarinette, Violine, Violoncello, 2012–13
- Drei Israelische Volkslieder bearbeitet für Klavier zu vier Händen, 2013
- Ein paar kurze Stössel für Klavier solo, Improvisationen nach Gedichten von Jürgen Peter Stössel, 2013
- An Aeneas: für Klavier solo, 2013–16
  - 1. du. Nocturne
  - 2. sie. Delirium
  - 3. Labyrinth
  - 4. Vater. Die Berührung
  - 5. Das Meer
- Oma und ich: 9 Kinderstücke für Klavier solo, 2014
- Wasserpsalm für gemischten Chor a cappella, 2014
- Kurzpsalm (Tehilim Katzar) für Violine solo, 2015
- Prépréludes für Klavier solo, 19 sehr kurze Stücke, zu spielen zwischen den Chopin-Préludes, 2016
- Nofim Pnima, für gemischten Chor a cappella, 2017–18
- An die ferne Schwester, für Klavier solo, 2018
- Irdische Tänze für Bläserquintett und Schlagzeug, 2019
- Mein verrückter Klavierlehrer: 11 Stücke für junge PianistInnen und eine Schnaps-Zugabe, 2019–20
- Sechs Wutanfälle für Cello solo, 2020–21
- Space-Voyages: Sechs Stücke für Cello solo, 2020–21
- Rosas y Ángeles (Rosen und Engel) für Klavier solo, 2021
- Lune e Maroni (Monde und Maronen) für Klavier solo: Dreißig Improauditionen nach dreißig Gedichten im „Maronenmond“ von Urs Heftrich, 2021